# Alkyoné (dcera Atlanta)

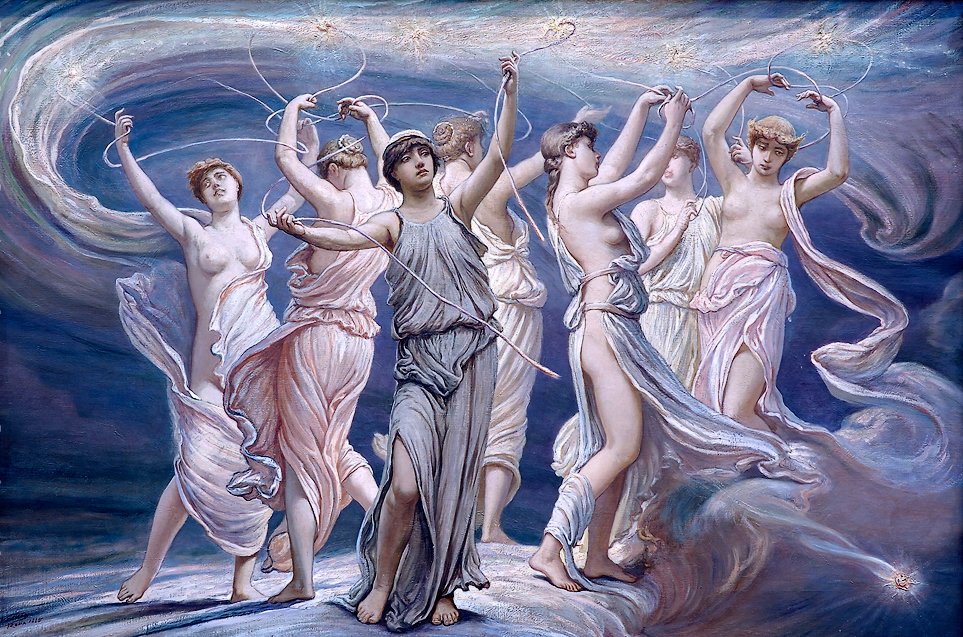
Alkyone a její sestry, autor: Elihu Vedder (1836–1923)

Alkyoné nebo Alkyona, zastarale také Alkyone (řecky Ἁλκυόνη – Alkyone, latinsky Alcyone) je v řecké mytologii dcera Titana Atlanta a Pléiony, dcery Titana Okeána.
Alkyoné byla jednou ze sedmi sester Plejád. Její sestrami byly Máia, Élektra, Taygeté, Meropé, Kelainó a Asteropé. Svému milenci, bohu Poseidónovi porodila podle různých antických pramenů dceru Aithousu a syny Hyriea, Hyperénora, Hypera a Anthaa.
Když se sestry Plejád Hyády ze žalu nad smrtí svého bratra Hyanta usoužily až k smrti, i ony si vzaly život a nejvyšší bůh Zeus je pak vzal na nebe a přeměnil na hvězdy Plejády, které na nebi září dodnes.